# Santuário Nossa Senhora Divina Pastora

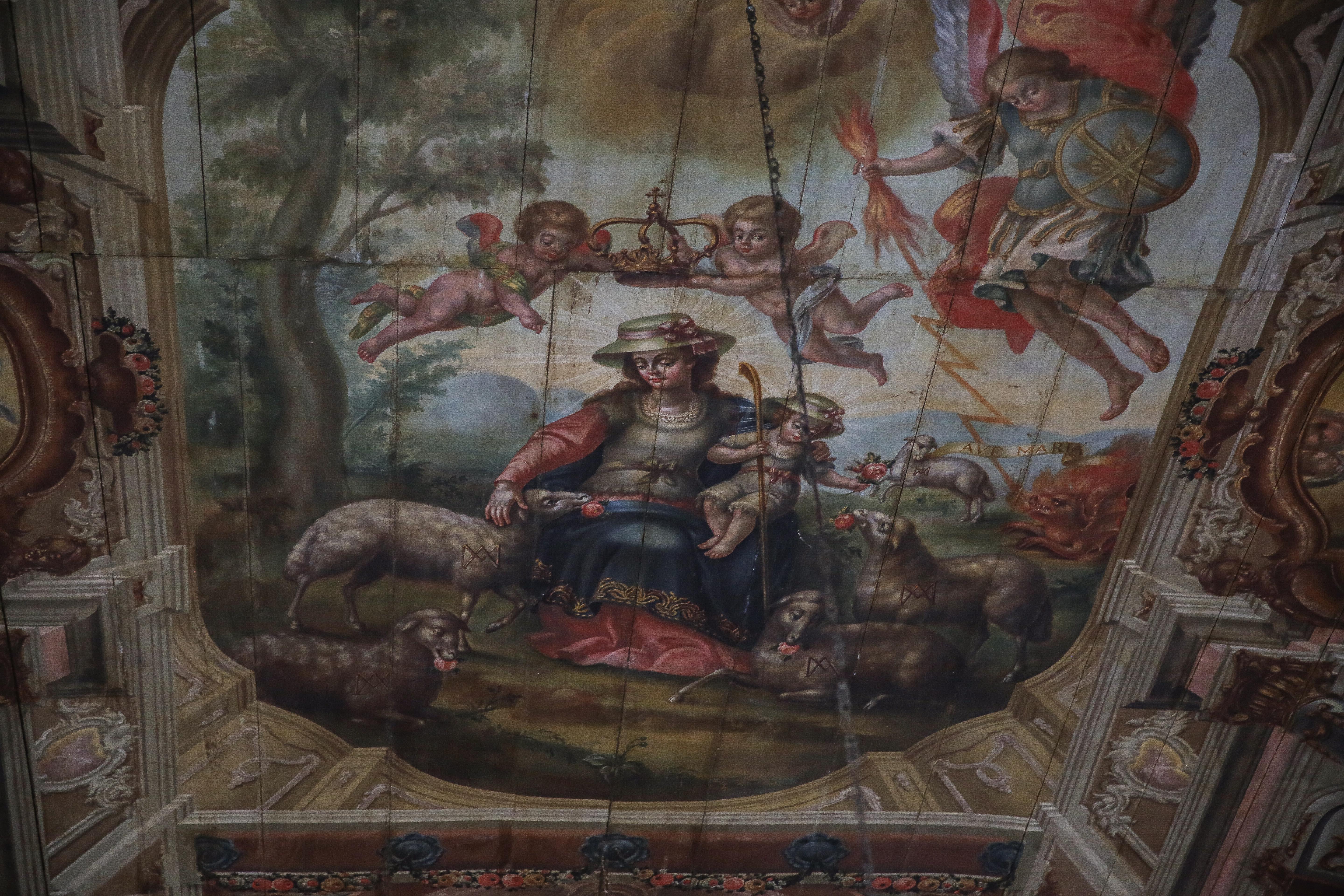
Painel da Divina Pastora, de José Teófilo de Jesus.

O Santuário Nossa Senhora Divina Pastora é a Igreja Matriz da cidade de Divina Pastora, Sergipe. Trata-se de uma edificação religiosa do início do século XIX, com traços neoclássicos e com notáveis obras de arte, com destaque para a pintura do forro da nave central, executada pelo artista baiano José Teófilo de Jesus. O templo foi edificado entre 1782 e 1810, com o financiamento do coronel José Bernardino de Sá Souto Maior.

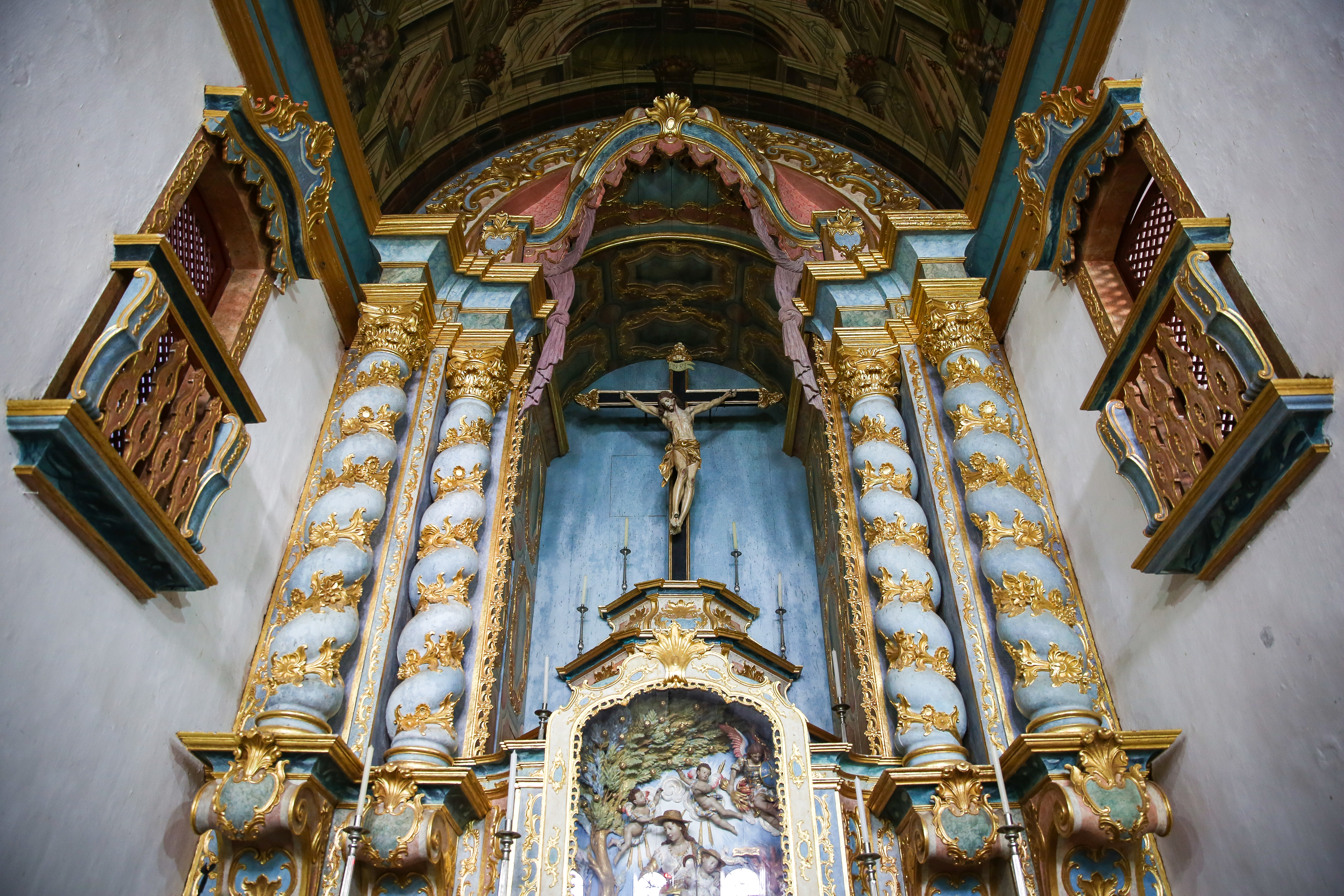
Altar-mor do Santuário.

O templo foi escolhido pelo Padre Luciano José Cabral Duarte para ser o ponto final da primeira peregrinação da Juventude Universitária Católica de Aracaju. Com isso, em agosto de 1958, foi realizada a primeira Peregrinação à Divina Pastora. Na missa final, o bispo diocesano de Aracaju, Dom Vicente Távora, elevou a Igreja Matriz a dignidade de Santuário Diocesano.
A partir de 1971, a cidade passou a receber a peregrinação arquidiocesana, sempre no terceiro domingo de outubro, constituindo-se na maior manifestação de fé do estado de Sergipe. Além disso, ao longo do ano, o santuário recebe inúmeras peregrinações em menor escala, o que faz da cidade ser reconhecida pelo epíteto de "Terra da Fé".
O santuário também é tombado pelo IPHAN como monumento nacional, desde 1943.